# Suizei

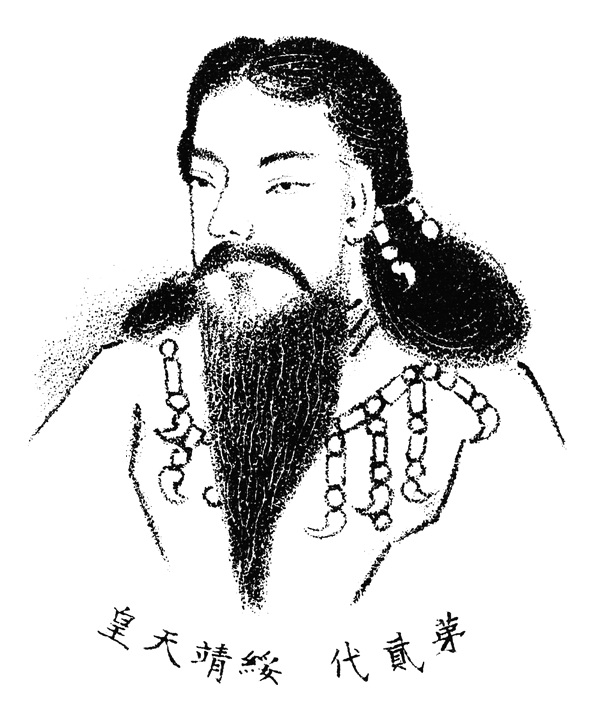
Suizei auf einem Druck der Meiji-Zeit

Suizei (japanisch 綏靖天皇, Suizei-tennō; * 632 v. Chr.; † 549 v. Chr.) war nach den alten Reichschroniken Kojiki und Nihonshoki der 2. Tennō von Japan (581 v. Chr.–549 v. Chr.). Seine historische Existenz ist zweifelhaft. Er ist einer der „acht undokumentierten Kaiser“ (欠史八代 kesshi hachidai), von denen nur eine skizzenhafte Darstellung bekannt ist.
Sein Eigenname war Kamu-nuna-kawa-mimi no mikoto (Nihonshoki: 神渟名川耳尊, Kojiki: 神沼河耳命). Nach dem Nihonshoki war seine Mutter Hime-tatara-isuzu no mikoto (媛蹈鞴五十鈴媛命) – Tochter des Kami Koto-shiro-nushi –, nach dem Kojiki Hoto-tatara-isuzuki-hime no mikoto (富登多多良伊須須岐比売命) kurz I-suke-yori-hime (伊須気余理比売) – Tochter des Kami Ō-mono-nushi. Mit dem Tod des ersten Kaisers Jimmu übernahm dessen ältester Sohn Tagishi-mimi no mikoto (Nihonshoki: 手研耳命, Kojiki: 多芸志美美命) während der vorgeschriebenen Trauerzeit die Regierungsgeschäfte. Das Kojiki erwähnt zudem, dass er die Kaiserin und seine Stiefmutter I-suke-yori-hime zur Gemahlin nahm. Er war bösartig, ungerecht und plante, seine jüngeren Halbbrüder Kamu-ya-i-mimi no mikoto (神八井耳命) und Kamu-nuna-kawa-mimi zu ermorden, wobei ihm diese zuvorkamen. Da Kamu-ya-i-mimi bei der Durchführung jedoch zögerte, übergab er seinem jüngeren Bruder Kamu-nuna-kawa-mimi den Thron. Das Kojiki gibt wegen dieser Episode den Alternativnamen Take-nuna-kawa-mimi no mikoto (建沼河耳命), bei der seinem Namen statt kamu ‚göttlich‘, take ‚mutig‘ vorangestellt ist.
Suizei regierte im Palast Takaoka (Nihonshoki: 葛城高丘宮, Kojiki: 葛城高岡宮, Kazuragi no Takaoka no miya) in Kazuragi (heute Gose). Nach dem Nihonshoki war seine Gemahlin Isuzu-yori-hime no mikoto (五十鈴依媛命), nach dem Kojiki Kawa-mata-hime (河俣毘売).

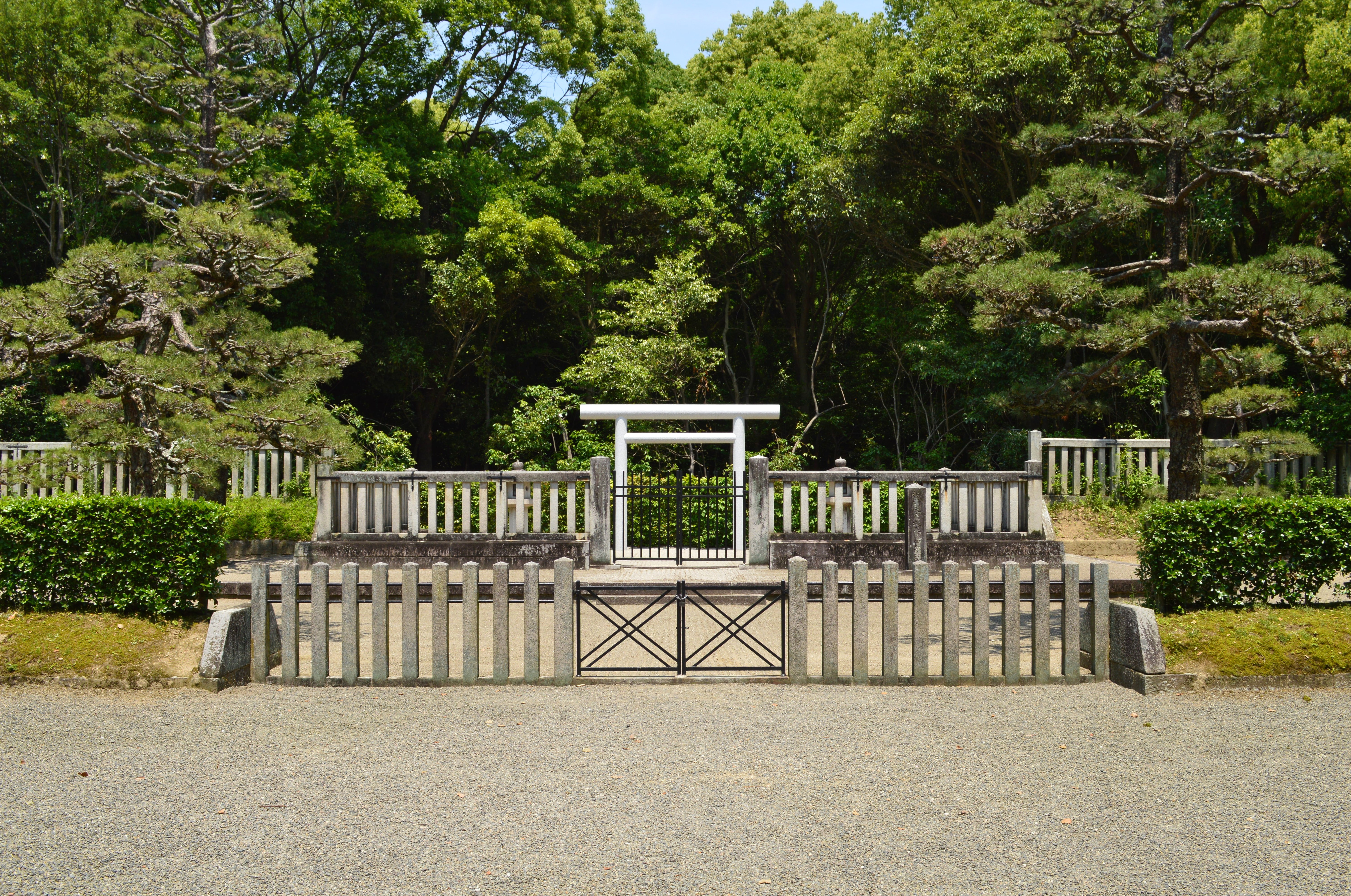
Eingang zu Suizeis Kaisergrab

Er starb nach dem Nihonshoki mit 84 Jahren am 10. Tag des 5. Mondmonats in seinem 33. Regierungsjahr (549 v. Chr.), nach dem Kojiki im Alter von 45 Jahren. Sein Mausoleum (misasagi) ist das Hügelgrab Tsukida-no-oka-no-e-no-misasagi (桃花鳥田丘上陵, ‚Kaisergrab auf dem Hügel des Ibis-Feldes‘; 34° 30′ 2″ N, 135° 47′ 23″ O) in Kashihara, 300 m nördlich vom Grabs seines Vaters Jimmu.
Den Namen Suizei, dessen beide Schriftzeichen „friedlich“ bedeuten, erhielt er nachträglich, als die japanischen Kaiser begannen, sich chinesische bzw. sinojapanische, oft buddhistisch inspirierte Namen zu geben.